# Джозеф Фарнем
Джозеф Вайт Фарнем (англ. Joseph White Farnham; 2 грудня 1884 — 2 червня 1931) — американський драматург і сценарист епохи німого кіно початку 1930-х років. Він також був одним із засновників Академії кінематографічних мистецтв і наук.

## Біографія
Його кар'єра як сценариста німих фільмів почалася у 1918 році — фільм «Одного разу в кожній людині». За свою кар'єру в кіноіндустрії він брав участь у створенні 90 фільмів і працював з багатьма відомими режисерами німого кіно та початку ери звукового кіно.
4 травня 1927 року Джозеф Фарнем був одним з 36 членів-засновників Американської академії кінематографічних мистецтв і наук (AMPAS), які проводили церемонію Оскар 1929 року. Фармен єдиний, хто має «Оскар» за найкращі титри, тому що ця нагорода вручалася лише один раз на першій церемонії.
Він помер 2 червня 1931 року від серцевого нападу в Лос-Анджелесі, Каліфорнія, і був похований на кладовищі Форест-Лаун в Глендейлі, Каліфорнія.

## Фільмографія
- 1918 — Одного разу в кожній людині / Once to Every Man
- 1920 — Чудо-Людина / The Wonder Man
- 1922 — Сільська вітряниця / The Country Flapper
- 1924 — Жадібність / Greed
- 1925 — Вогні старого Бродвею / Lights of Old Broadway
- 1925 — Дівочі посиденьки / Pretty Ladies
- 1925 — Великий парад / The Big Parade
- 1925 — Його секретар / His Secretary
- 1926 — Чорний дрізд / The Blackbird
- 1926 — Монте Карло / Monte Carlo
- 1926 — Витончений грішник / Exquisite Sinner
- 1926 — Париж / Paris
- 1926 — Дорога на Мандалай / The Road to Mandalay
- 1926 — Йде посміхаючись / Exit Smiling
- 1926 — В глибині сцени / Upstage
- 1927 — На бульварі Зі / On Ze Boulevard
- 1927 — Лондон після опівночі / London After Midnight
- 1927 — Новобранці / Rookies
- 1927 — Червоний млин / The Red Mill
- 1927 — Шоу / The Show
- 1928 — Через Сінгапур / Across to Singapore
- 1928 — Смійся, клоуне, смійся / Laugh, Clown, Laugh
- 1928 — Чотири стіни / Four Walls
- 1928 — Кінооператор / The Cameraman
- 1928 — Коли місто спить / While the City Sleeps
- 1928 — Захід Занзібару / West of Zanzibar
- 1930 — Місяць Монтани / Montana Moon
- 1930 — Казенний будинок / The Big House